# Karen Cockburn
Karen Cockburn (Toronto, 2 ottobre 1979) è una ginnasta canadese vincitrice di due medaglie d'argento e una di bronzo alle Olimpiadi, nel trampolino elastico.

## Palmarès
- Giochi olimpici estivi

2000 - Sydney: bronzo nel trampolino elastico.
2004 - Atene: argento nel trampolino elastico.
2008 - Pechino: argento nel trampolino elastico.
- Mondiali

2003 - Hannover: oro individuale.
2007 - Québec: oro nel sincro e argento a squadre.
2009 - San Pietroburgo: argento nel sincro e bronzo individuale e a squadre.
- Giochi panamericani

2007 - Rio de Janeiro: oro individuale.